# Cheonbosan
Cheonbosan är ett berg i Sydkorea.   Det ligger i provinsen Gyeonggi, i den norra delen av landet, 23 km norr om huvudstaden Seoul. Toppen på Cheonbosan är 335 meter över havet, eller 202 meter över den omgivande terrängen. Bredden vid basen är 2,2 km.
Terrängen runt Cheonbosan är kuperad söderut, men norrut är den platt. Runt Cheonbosan är det mycket tätbefolkat, med 2 345 invånare per kvadratkilometer. Närmaste större samhälle är Uijeongbu-si, 3,0 km sydväst om Cheonbosan. I omgivningarna runt Cheonbosan växer i huvudsak blandskog.